# Suno AI
A Suno AI, vagy egyszerűen Suno, egy generatív mesterséges intelligencia alapú zenekészítő program, amely képes élethű vokálokat és hangszerelést ötvöző dalokat generálni, vagy akár teljesen instrumentális zenét létrehozni. A szoftver fejlett mesterséges intelligencia-modelleket alkalmaz, amelyek a felhasználók által megadott szöveges utasítások (promtok) alapján generálnak dalokat különböző műfajokban.
A Suno 2023. december 20-án vált széles körben elérhetővé, miután elindult a webalkalmazása, és stratégiai partnerséget kötött a Microsofttal. Ennek keretében a Sunót beépítették a Microsoft Copilotba plugin formájában, amely lehetővé teszi a felhasználók számára, hogy közvetlenül a Copilot felületén belül készítsenek zenét. A rendszer gyors és könnyen használható interfészt biztosít, így azok is élvezhetik a zenekészítés lehetőségét, akik nem rendelkeznek zenei képzettséggel.
A Suno fejlesztői nem hozták nyilvánosságra a mesterséges intelligencia betanításához használt adathalmazt, de állításuk szerint a plágium és a szerzői jogi aggályok ellen védett rendszert alkalmaznak. A szoftver népszerűsége gyorsan növekszik, különösen a kreatív tartalomkészítők és zenészek körében, akik kísérleti projekteket és új zenei ötleteket valósítanak meg a platform segítségével. Emellett egyre nagyobb érdeklődést mutatnak iránta a játékipar és a filmgyártás szereplői is, akik adaptív zenei megoldásokat keresnek különböző multimédiás projektekhez.

## Története
A Sunót négy szakember alapította: Michael Shulman, Georg Kucsko, Martin Camacho és Keenan Freyberg. Mindannyian a Kensho nevű mesterséges intelligencia startupnál dolgoztak, mielőtt saját cégüket létrehozták Cambridge, Massachusettsben.
2023 áprilisában a Suno kiadta a nyílt forráskódú "Bark" nevű szövegfelolvasó és audiomodelljét a GitHubon és a Hugging Face-en, MIT Licensz alatt. Ez a modell képes emberi hangutánzatokra, zenei effektekre és más audiogenerációs feladatokra, ami hozzájárult a vállalat kezdeti ismertségéhez.
2024. március 21-én a Suno kiadta a V3 verziót, amely minden felhasználó számára elérhetővé vált. Az új verzió lehetővé tette a felhasználók számára, hogy korlátozott számú, maximum 4 perces dalokat hozzanak létre ingyenes fiókkal. A prémium előfizetés további funkciókat biztosított, például több generálható dal és jobb hangminőség elérését.
2024. július 1-jén a Suno elindította mobilalkalmazását, amely iOS és Android platformokra is elérhetővé vált. Az applikáció lehetővé tette a felhasználók számára, hogy bárhol, bármikor dalokat generáljanak mesterséges intelligencia segítségével.
2024. november 19-én a Suno bemutatta az új generációs AI-dalmodelljét, a V4 verziót, amely jelentős előrelépést hozott a korábbi V3-hoz képest. Az új modell képes volt kiváló minőségű hang generálására, dalszövegírásra és a korábban a V3 programmal létrehozott dalok remasterelésére. Az induláskor a V4 kizárólag előfizetők számára volt elérhető, de a vállalat jelezte, hogy idővel szélesebb körű hozzáférést is biztosíthat. A V4 verzió bejelentésével egy időben a vállalat jogi vitába keveredett a nagy lemezkiadókkal, amelyek szerzői jogi aggályokat fogalmaztak meg az AI által generált zenék kapcsán.
A Suno folyamatosan bővíti szolgáltatásait, és a mesterséges intelligencia által generált zene egyik vezető szereplőjévé vált, amely nemcsak a kreatív iparágakat, hanem a zenehallgatási szokásokat is jelentősen befolyásolja.

## Jogi viták
2024 júniusában a Amerikai Hanglemezgyártók Szövetsége (RIAA) vezetésével pert indítottak a Suno és az Udio nevű mesterséges intelligencia-alapú zenei technológiákat fejlesztő vállalatok ellen, szerzői joggal védett hangfelvételek tömeges jogosulatlan felhasználása miatt. A per szerint a cégek olyan generatív MI-modelleket hoztak létre, amelyek betanításához jogdíjmentes engedély nélkül használták fel a RIAA által képviselt előadóművészek és lemezkiadók szerzői jogvédelem alatt álló műveit. A kereset célja, hogy megakadályozza a vállalatok számára a védett anyagok további felhasználását, valamint művenként akár 150 000 dollár kártérítést követeljen a szerzői jogok sértéséért – ez az összeg az Egyesült Államok szerzői jogi törvénye szerinti maximális statutáris kártérítési összegnek felel meg.

### A per háttere
A RIAA kiemeli, hogy a Suno és az Udio generatív algoritmusainak működése közvetlenül épül a szerzői jogvédelem alá tartozó zenei anyagokra, amelyeket a felhasználók utólagos kreatív bemenetei nélkül is képesek reprodukálni. A szövetség szerint ez nemcsak a szerzők jogait sérti, de veszélyezteti a zeneipar gazdasági stabilitását. A vádirat a szerzői jogi törvény szó szerinti másolásra (pl. hangfelvételek jogosulatlan reprodukálása) és származékos művek létrehozására vonatkozó rendelkezéseire hivatkozik.
A Suno és az Udio védelmében felmerült, hogy a modellek betanítása a tisztességes felhasználás (fair use) elvét alkalmazza, amely korlátozott mértékű felhasználást engedélyez oktatási vagy innovatív célokra. Hasonló érvelés került előtérbe korábban az Authors Guild vs. Google perben, ahol a Google nyert. A zeneipar azonban más kérdéseket vet fel, például a művek kereskedelmi hatását és az eredeti alkotók piaci versenyképességét.

### Reakciók
A per a mesterséges intelligencia és a szerzői jog összefüggéseiről folytatott globális vitákat tükrözi. 2023-ban a Stability AI és a MidJourney ellen is indultak keresetek szerzői jogvétség miatt, kiemelve, hogy az MI-fejlesztők gyakran mellőzik a tartalomgyártók jogait. A zeneiparban korábban a Grimes és a Holly Herndon előadók nyitottan támogatták az MI integrációját, míg mások, például a Universal Music Group, szigorúbb szabályozást sürgetnek.
A Suno és az Udio képviselői hangsúlyozzák, hogy technológiájuk célja az alkotói folyamatok demokratizálása, és együttműködnek jogtulajdonosokkal a transzparencia növelése érdekében. Kritikusok szerint azonban a per kimenetele kulcsfontosságú lehet az MI és a kreatív iparágak közötti egyensúly megteremtésében.

### Következmények és előrelátások
Ha a bíróság a RIAA mellett dönt, az precedenst teremthet az MI-modellek fejlesztésének korlátozására, és új jogszabályok szükségességét hangsúlyozhatja. Ezzel szemben a vállalatok győzelme felgyorsíthatja az MI-alapú zenei innovációt, de kritikusai szerint a szerzői jogok gyengülésehez vezethet. A per kimenetelétől függően további jogi lépések várhatóak más kreatív ágazatokban is, például a filmiparban vagy az irodalomban.
A pert 2024 júniusában a New Yorki szövetségi bíróság előtt indították, és várhatóan évekig eltarthat a döntés. Jogi szakértők szerint a per kimenete jelentősen befolyásolhatja a technológiai innováció és a szerzői jogok közötti egyensúlyt a digitális korban.

## Vita
2025 januárjában Michael Schulman vezérigazgató kritikát váltott ki a közösségi média felhasználóiból és a sajtóból a 20VC podcastban tett kijelentése miatt, miszerint

„Szerintem az emberek többsége nem élvezi a zene készítésére fordított idejének nagy részét.”

A megjegyzés számos zenész és zeneipari szakember tiltakozását váltotta ki, akik szerint az állítás alábecsüli a kreatív folyamat értékét és a zenealkotás örömét. Többen azzal érveltek, hogy a zene nem csupán a végtermékről, hanem az alkotás folyamatáról is szól, amely sokak számára személyes és művészi kiteljesedést jelent.
A kijelentést követően Schulman pontosította álláspontját egy X (korábban Twitter) posztban, ahol kifejtette, hogy megjegyzése a zenealkotás technikai és időigényes aspektusaira vonatkozott, különösen azok számára, akik nem professzionális zenészek. A Suno AI célja – állítása szerint – az volt, hogy a zenealkotást demokratizálja, lehetővé téve a hétköznapi emberek számára, hogy egyszerűbb módon fejezzék ki kreativitásukat.
Ennek ellenére a viták nem csitultak el, és a Suno AI szerepe a zeneipar jövőjében továbbra is heves diskurzus tárgyát képezte. Egyesek szerint a mesterséges intelligencia eszközei segíthetnek a zenei kísérletezésben és az alkotási folyamat támogatásában, míg mások attól tartanak, hogy az ilyen technológiák a hagyományos zenészek és dalszerzők helyzetét veszélyeztethetik.

## Dal
A kísérleti projekt célja az volt, hogy bemutassa a Suno AI kreatív képességeit és azt, hogyan lehet mesterséges intelligenciát alkalmazni a zenealkotás váratlan és szokatlan formáiban. A ballada – amely az MIT License jogi szövegének szavait használta dalszövegként – humoros és egyben elgondolkodtató példája lett annak, hogyan lehet strukturált, technikai szövegeket érzelmileg kifejező formában újraértelmezni.
A dal gyorsan elterjedt az interneten, és sokan a mesterséges intelligencia által generált zene egyik legfurcsább, mégis lenyűgöző demonstrációjának tartották. Egyesek kreatív kihívásként tekintettek rá, míg mások azt is felvetették, hogy a jogi szövegek művészi célú újrafelhasználása milyen etikai és szerzői jogi kérdéseket vethet fel.
A projekt megmutatta, hogy a mesterséges intelligencia milyen mértékben képes átlépni a hagyományos művészi és jogi határokat, új lehetőségeket és vitákat nyitva a zene és a szövegalapú AI-technológiák metszéspontjában.